# 第31集団軍
第31集団軍（第31集团军）とは、中国人民解放軍陸軍の軍級部隊。乙類集団軍。南京軍区に所属し、2017年の軍改革で東部戦区所属の第73集団軍に改変された。

## 歴史
第31集団軍の前身は、膠東軍区の地方部隊から編成された華東野戦軍第13縦隊である。第13縦隊は、許世友将軍の指揮の下で済南戦役に参加し、配下の第37師第109団（現第91師第271団）は、中国共産党中央軍事委員会から「済南第二団」の名誉称号を授与された。その後、第31軍に改編され、周志江が軍長を、陳華堂が政治委員を務めた。
中華人民共和国建国後、福建に駐屯し、「八二三砲轟金門」戦闘に参加した。

## 編制
軍部（司令部）は、福建省厦門市にあるとされている。
- 第86機械化師団（福建省連江） - 元第28軍所属
- 第91自動化歩兵師団（福建省漳州）
- 第92自動化歩兵旅団（福建省南平）
- 第14装甲旅団（福建省漳州）
- 第13防空旅団（福建省泉州）
- 第3独立高射砲旅団

## 歴代軍長
| 職名 | 氏名   | 階級 | 在任期間           | 出身校 | 前職                       |
| ---- | ------ | ---- | ------------------ | ------ | -------------------------- |
| 軍長 | 周志江 |      |                    |        |                            |
| 軍長 | 趙克石 |      | 2000年 - 2004年6月 |        | 南京軍区副参謀長           |
| 軍長 | 蔡英挺 | 大校 |                    |        | 中央軍事委員会弁公庁副主任 |

| 職名     | 氏名   | 階級 | 在任期間 | 出身校 | 前職                 |
| -------- | ------ | ---- | -------- | ------ | -------------------- |
| 政治委員 | 陳華堂 |      |          |        |                      |
| 政治委員 | 李長才 | 少将 |          |        | 南京軍区政治部副主任 |